# سفارة هولندا في برلين
سفارة هولندا في برلين (بالهولندية: Nederlandse ambassade te Berlijn، بالألمانية: Niederländische Botschaft in Deutschland) هي البعثة الدبلوماسية الهولندية في برلين، ألمانيا. صمم مبناها ريم كولهاس من مكتب OMA الهندسي، وافتُتح المبنى في عام 2004.

## تاريخ
في أعقاب إعادة التوحيد قررت الحكومة الألمانية نقل العاصمة إلى ميتي، برلين. كانت هولندا حرة في اختيار موقع جديد، بعد أن باعت موقع سفارتها السابق بعد الحرب، وفضلت موقع Roland Ufer في Mitte، والتي تعتبر أقدم مستوطنة في برلين، وتقع بجوار الحي الحكومي (الجديد) لشريكها التجاري الرئيسي.
افتتحت ملكة هولندا بياتريكس السفارة في 2 مارس 2004 مع وزيري خارجية هولندا بن بوت ووزير ألمانيا يوشكا فيشر.

## نبذة
كان هناك حاجة إلى مبنى انفرادي، يدمج متطلبات أمن الخدمة المدنية التقليدية مع الانفتاح الهولندي. طالبت إرشادات تخطيط المدينة التقليدية (برلين الغربية سابقًا) بالمبنى الجديد لإكمال مبنى المدينة بأسلوب القرن التاسع عشر، كان مسؤولو تخطيط المدينة (برلين الشرقية سابقًا) متفتحين تجاه اقتراح مكتب OMA لمكعب قائم بذاته على - استكمال الكتلة - المنصة. قرر المكتب في النهاية ان يكون المبنى فيه مزيج من الطاعة (تلبية محيط الكتلة) والعصيان (بناء مكعب فردي).
نظرًا لأن الدبلوماسيين استخدموا المدخل في مبنى السفارة القديم كثيرًا لعقد اجتماعات غير رسمية، فقد أعطاهم مكتب OMA مبنى به ممر ضخم كمركز: مسار مستمر يصل إلى جميع الطوابق الثمانية للسفارة يشكل الاتصال الداخلي للمبنى.
مساحات العمل هي «المناطق المتبقية» بعد «نحت» المسار خارج المكعب وتقع على طول الواجهة. يتم تنشيط مساحات الاستقبال داخل المكعب. تقع المساحات شبه العامة الأخرى بالقرب من الواجهة وفي نقطة واحدة ناتئ فوق منطقة الإنزال. من المدخل، يؤدي المسار عبر المكتبة وغرف الاجتماعات ومنطقة اللياقة البدنية والمطعم إلى شرفة السطح. يستغل المسار العلاقة مع السياق ونهر سبري وبرج التلفزيون (فيرنسيتورم) وحديقة وجدار مساكن السفارات؛ جزء منه عبارة عن «فراغ قطري» يمر عبر المبنى يسمح برؤية برج التلفزيون من الحديقة.
يعمل المسار (فوق الضغط قليلاً) كقناة هواء رئيسية يتسرب منها الهواء النقي إلى المكاتب ليسحب عبر الواجهة المزدوجة (الكاملة). حيث يعتبر مفهوم التهوية هذا جزءًا من إستراتيجية لدمج المزيد من الوظائف في عنصر واحد.

## الجوائز
حاز تصميم كولهاس على جائزة Architekturpreis Berlin في 2003 وجائزة Mies van der Rohe للعمارة الأوروبية في 2005.

## روابط خارجية
- سفارة مملكة هولندا في برلين، ألمانيا
- مكتب متروبوليتان للعمارة
- سفارة هولندا الملكية في برلين، ألمانيا على صفحة العمارة